# 赫里斯托·赫里斯托夫 (举重运动员)
赫里斯托·季米特洛夫·赫里斯托夫（2001年4月27日—），保加利亚男子举重运动员，2018年夏季青年奥运会男子85公斤以上级银牌得主、2021年欧洲举重锦标赛男子109公斤级银牌得主、2022年欧洲举重锦标赛男子109公斤级金牌得主。